# Glicogenogeneză
Glicogenogeneza este procesul metabolic de biosinteză al glicogenului, și se realizează prin legarea moleculelor de glucoză. Acest proces este activat după ciclul Cori, în ficat, sau este stimulată hormonal de către insulină, care se secretă ca urmare a unui nivel crescut de glucoză în sânge.

## Etape

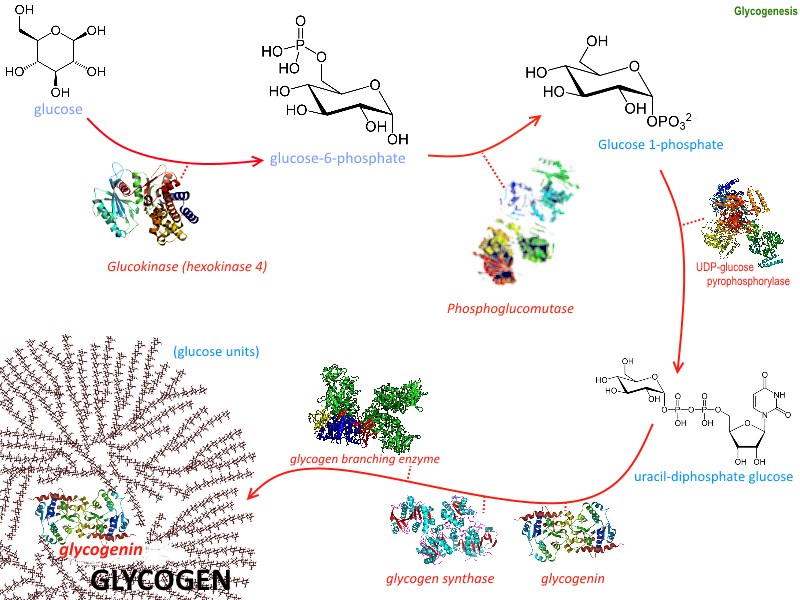
O reprezentare a biosintezei glicogenului

Glicogenogeneza are loc prin izomerizarea glucoză-6-fosfatului la glucoză-1-fosfat, catalizată de fosfoglucomutază, iar G-6-P este ulterior activat de către uridintrifosfat (UTP), obținându-se uracildifosfat-glucoză (UDP-G).
UTP + glucoză-1-P → UDP-glucoză + PPi (fosfat anorganic)
UDP-glucoza, fiind un compus foarte bogat în energie, este utilizat pentru transferul unei unități de glucoză pe ramificațiile moleculei de glicogen în curs de biosinteză. Această reacție este catalizată de glicogen-sintetază, însă în proces este ulterior implicată și enzima de ramificare a glicogenului (amilo-α(1:4)→α(1:6)transglicozilaza).